# باشگاه فوتبال فولاد هرمزگان
باشگاه فوتبال فولاد هرمزگان یک باشگاه فوتبال ایرانی در شهر بندرعباس می‌باشد که در لیگ دسته دوم فوتبال ایران بازی می‌کند.
این باشگاه در جام حذفی فوتبال ایران ۸۵–۱۳۸۴، ۸۷–۱۳۸۶، ۸۸–۱۳۸۷، ۱۴۰۰–۱۳۹۹، ۰۲–۱۴۰۱ و ۰۴–۱۴۰۳ شرکت کرده است.